# 米爾達西王朝
米爾達西王朝（阿拉伯语：‎，羅馬化：al-Mirdāsiyyīn）是一個由阿拉伯人建立的酋长国，該王朝於公元1024年－1080年間以阿勒颇為主要的統治中心，掌控叙利亚中北部與幼发拉底河西岸一帶的疆域。

## 王朝概述
米爾達西人原是數個世紀以來一直生活於敘利亞北部地區，阿拉伯人巴努·基拉卜部落的成員。和當地其他的阿拉伯部族一樣，米爾達西人早先為什叶派的穆斯林。當時什葉派中的蓋爾麥泰教派極力斥責居住於城市內遜尼派信徒所擁有的巨額財富，而許多阿拉伯人部落深受蓋爾麥泰教派宣傳的吸引，從而同情什葉派一方。然而，由於信奉遜尼派的塞爾柱突厥人崛起後，將其勢力擴張到敘利亞地區，迫使米爾達西人在他們統治者拉希德·道萊·馬哈茂德的帶領下皈依遜尼派伊斯兰教。
與其他沙姆地区的阿拉伯部落在10 世紀末－11世紀初期設法建立部族的自主性與獨立性不同，米爾達西人將精力集中放在城市的發展上，進而讓阿勒颇在他們的治理下成為一座繁華興盛的都市。除此之外，米爾達西人還展現出對基督徒的高度包容性，他們相當歡迎基督徒商人前往領地內進行貿易，且僱用了幾名基督徒擔任王朝的維齊爾。寬大的宗教政策無疑使米爾達西王朝與信仰基督教的拜占庭帝國維持相對良好的關係，不過卻也讓王朝境內的穆斯林對此感到不安。
早期的米爾達西王朝歷史，以持續受到拜占庭帝國與位於下埃及的法蒂玛王朝兩方壓力的影響為其特點。而經由外交手段（米爾達西王朝多次成為拜占庭帝國和法蒂瑪王朝的附庸）和軍事力量的結合運用，使米爾達西王朝得以在這兩大勢力的對抗中生存下來。
在軍事上，米爾達西王朝的優勢在於擁有阿拉伯轻骑兵，以及能從當地的一些阿拉伯人族裔中獲取兵源，例如哈蘭的努邁爾人以及王朝自己基拉卜部落的人手，皆能提供作戰所需的寶貴助力。後來，塞爾柱突厥人取代了拜占庭帝國和法蒂瑪王朝成為米爾達西王朝的主要對手，而突厥人輕騎兵與米爾達西王朝的軍隊相比更加優秀，使米爾達西人相當難以應付這股新崛起的勢力。雖然米爾達西人後續亦招募突厥傭兵進入他們的軍隊裡，但隨著突厥人逐漸在王朝中扮演越發重要的角色，連帶引發了米爾達西王朝內部更多的麻煩與問題。

## 王朝歷史

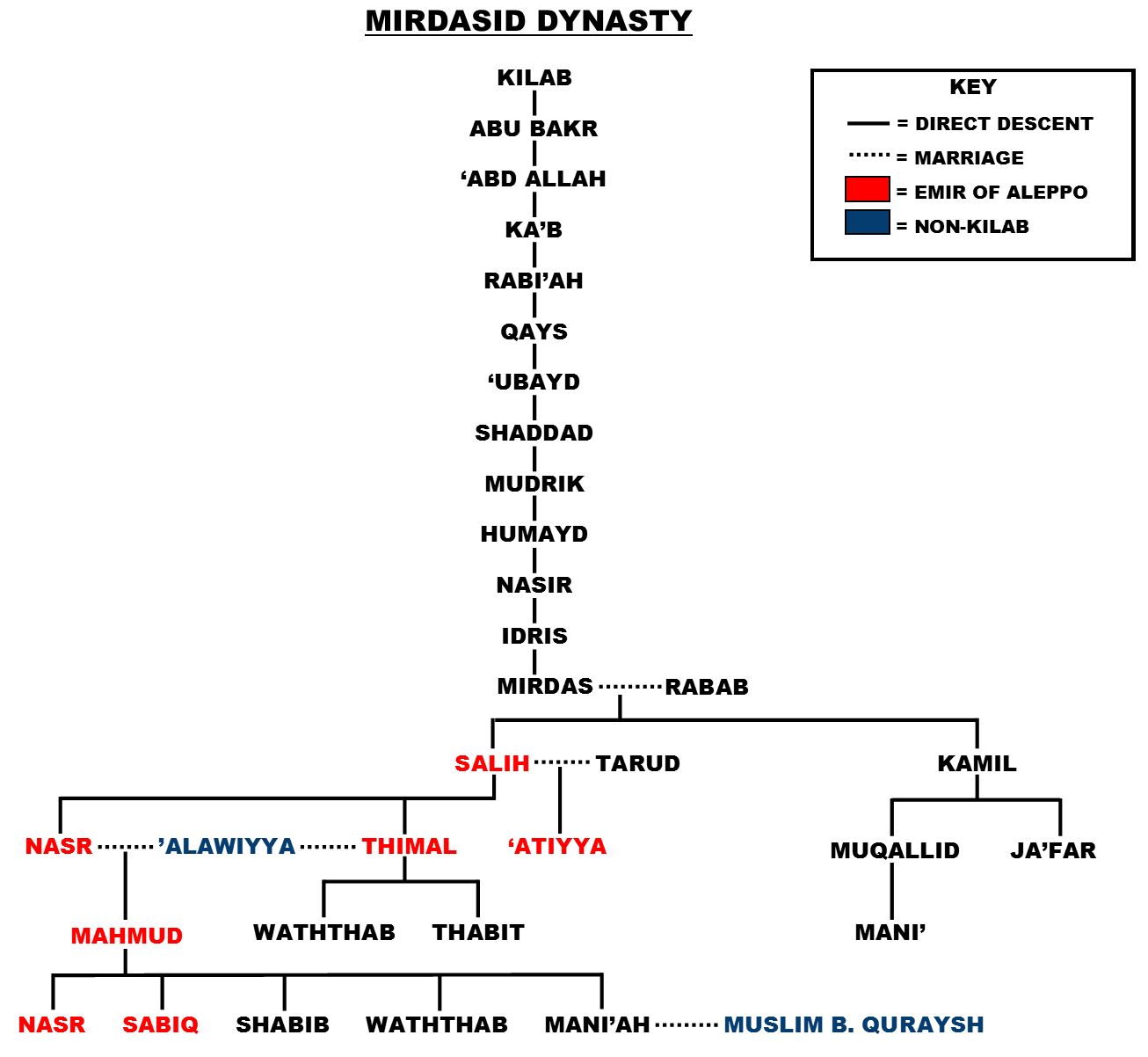
米爾達西王朝的世系圖

當哈姆丹尼王朝在1004年被推翻後，阿勒頗名義上由法蒂瑪王朝的幾名王子所統治。1024年，米爾達西王朝的創始者薩利赫·伊本·米爾達西從這些人手中奪取了這座城市。五年後，薩利赫在與法蒂瑪王朝的戰鬥中陣亡，王位由他的兩名兒子錫布爾·道萊·納賽爾和穆伊茲·道萊·帖馬爾共同繼承，不過納賽爾很快便將其弟帖馬爾驅逐出阿勒頗，進而成為王朝唯一的埃米爾。1030年，儘管納賽爾於阿扎茲戰勝了拜占庭大軍，但次年他依舊在談判下承認米爾達西王朝為隸屬拜占庭帝國的附庸，日後納賽爾轉而效忠法蒂瑪王朝，即使如此，法蒂瑪王朝的大马士革總督阿努什塔金·迪茲巴里，仍在1038年的一場戰役中殺死了納賽爾，並攻下阿勒頗一城。
後來納賽爾的兄弟帖馬爾於 1042 年設法收復阿勒頗，並最終與法蒂瑪王朝和解。在帖馬爾的統治時期，米爾達西王朝同時為臣屬拜占庭皇帝以及法蒂瑪王朝哈里发的附庸。然而，基拉卜氏族內部的紛爭致使帖馬爾將阿勒頗交給法蒂瑪王朝，以換取地中海東岸的幾座濱海城鎮。後續帖馬爾的侄子拉希德·道萊·馬哈茂德在基拉卜部落族人的支持下，於1060年再度揮師攻下阿勒頗。雖然帖馬爾於1061年從馬哈茂德手中奪回阿勒頗的控制權，但僅僅在一年後帖馬爾便去世了。
帖馬爾死後，馬哈茂德與帖馬爾的弟弟阿提亞·伊本·薩利赫之間爆發了繼承糾紛，進而導致米爾達西王朝的疆域分裂成兩半。馬哈茂德控制王朝的西半部領土，阿提亞則掌控王朝東半部的地盤。而為了在與馬哈茂的對峙上獲得優勢，阿提亞招募了一群突厥人傭兵，但這批突厥人日後卻叛逃到馬哈茂德一方，迫使阿提亞於1065年棄守阿勒頗。
因突厥人開始大量進入敘利亞北部地區的緣故，讓馬哈茂德不得不改信伊斯蘭教遜尼派，並成為塞尔柱帝国蘇丹的附庸。當馬哈茂德於1075年死後，他的兒子兼繼承者納賽爾·伊本·馬哈茂德亦於1076年去世，在此之後，由納賽爾之弟薩比克·伊本·馬哈茂德繼任王朝的埃米爾。薩比克在位期間，他與其家族成員以及數個不同突厥人勢力間的衝突導致米爾達西王朝的領土遭到嚴重破壞，最終在薩比克的促使下，烏卡利王朝的統治者沙拉夫·道萊·穆斯林於1080年接管了阿勒頗。而在失去阿勒頗的統治權後，米爾達西人仍於當地保有一定程度的影響力，他們在第一次十字军东征時，曾試圖阻止十字軍前進的腳步。

## 庫爾德分支政權
根據榮譽之書中的記載，庫爾德米爾達西王朝統治著埃伊爾、帕盧和切爾米克一帶的土地，其王朝名稱源自米爾達西王朝。當薩利赫·伊本·米爾達西於1029年遇害後，一部分的米爾達西人逃往上述地區。據信王朝的統治始於11世紀初期，當時有一位名叫皮爾·曼蘇爾（Pir Mansour）的神秘主義者從哈卡萊來到埃伊爾要塞附近的迪季萊村莊。他的名聲在當地庫爾德人和米爾達西人中廣為人知，後來皮爾·曼蘇爾的兒子皮爾·貝迪爾（Pir Bedir）以武力佔領了埃伊爾要塞，進而開啟王朝在當地的統治歷史。

## 埃米爾列表
| 皇家頭銜    | 名字                 | 統治開始      | 統治結束      | 註釋 |
| ----------- | -------------------- | ------------- | ------------- | --- |
| 阿薩德·道萊 | 薩利赫·伊本·米爾達西 | 1025年1月18日 | 1029年5月12日 | - 薩利赫在1024年/1025年征服阿勒頗之前，已將其統治範圍擴大至拉赫巴堡（1008年/1009年）、曼比季、巴巴利索斯（約1014年/1015年）、拉卡（約1022年）、拉法尼亞、吉貝拉卡爾、霍姆斯、巴勒贝克與西頓（1024年）等地。 - 他在1014年成為巴努·基拉卜部落的最高埃米爾。                                             |
| 錫布爾·道萊 | 錫布爾·道萊·納賽爾   | 1029年5月     | 1038年5月     | - 薩利赫的長子。 - 與其弟帖馬爾共治，直到他在1030年將帖馬爾逐出阿勒頗為止。 - 在1033年，米爾達西王朝的疆域僅限於敘利亞北部和上美索不達米亞一帶，納賽爾統治敘利亞北部地區並在1037年獲得霍姆斯總督一職。                                                                                                |
| 穆伊茲·道萊 | 穆伊茲·道萊·帖馬爾   | 1042年2月     | 1057年        | - 薩利赫的次子。 - 1029年5月至1030年間於阿勒頗與其兄納賽爾共治，1030年後帖馬爾改至拉赫巴堡統治王朝東部的領土。 - 他在1038年5月重新成為王朝的埃米爾，但阿勒頗隨後於1038年6月被法蒂玛王朝納入版圖 。 - 帖馬爾在1057年與法蒂瑪王朝達成協議，用阿勒頗向法蒂瑪王朝換取朱拜勒、贝鲁特與阿卡等地的總督職位。 |
| 拉希德·道萊 | 拉希德·道萊·馬哈茂德 | 1060年7月/8月 | 1061年4月     | - 納賽爾與努邁爾王朝公主賽義妲·阿拉維耶·本特·瓦塔布（al-Sayyida Alawiyya bint Waththab）所生之子。 |
| 穆伊茲·道萊 | 帖馬爾·伊本·薩利赫   | 1061年4月     | 1062年        | |
| 阿薩德·道萊 | 阿提亞·伊本·薩利赫   | 1062年        | 1065年8月     | - 薩利赫與塔茹德（Tarud）之子。 - 統治米爾達西王朝的東部地區，領有東至拉赫巴堡，西到阿扎茲－金納斯林一帶的疆域。 |
| 拉希德·道萊 | 馬哈茂德·伊本·納賽爾 | 1065年8月     | 1074年/1075年 | - 直到他在1065年擊敗阿提亞以前，統治著米爾達西王朝的西部地區。 - 王朝於1068年失去拉赫巴堡，以及在1069年/1070年丟失曼比季，日後馬哈茂德於1072年/1073年收復了拉赫巴堡。 |
| 賈拉爾·道萊 | 納賽爾·伊本·馬哈茂德 | 1074年/1075年 | 1075年        | - 馬哈茂德的長子。 - 米爾達西王朝於1075年10月重新佔領曼比季。 |
|             | 薩比克·伊本·馬哈茂德 | 1075年/1076年 | 1080年6月     | - 馬哈茂德之子。 - 他將阿勒頗獻給烏卡利王朝的統治者沙拉夫·道萊·穆斯林，並在拉赫巴堡附近獲得一塊封地。 - 最後一任米爾達西王朝的埃米爾。 |

## 延伸閱讀
- Bianquis, Thierry. . Bosworth, C. E.; van Donzel, E.; Heinrichs, W. P.; Pellat, Ch.  (编). . Leiden: E. J. Brill: 115–123. 1993. ISBN 978-90-04-09419-2.
- Heidemann, Stefan. . Islamic History and Civilization. Studies and Texts 40. Leiden: Brill. 2002. ISBN 90-04-12274-5 （德语）.

## 外部連結
- The Shia Rulers of Banu Ammar, Banu Mardas and the Mazidi